# Luthern
Luthern is een gemeente en plaats in het Zwitserse kanton Luzern en maakte deel uit van het district Willisau tot op 1 januari 2008 de districten van Luzern werden afgeschaft.

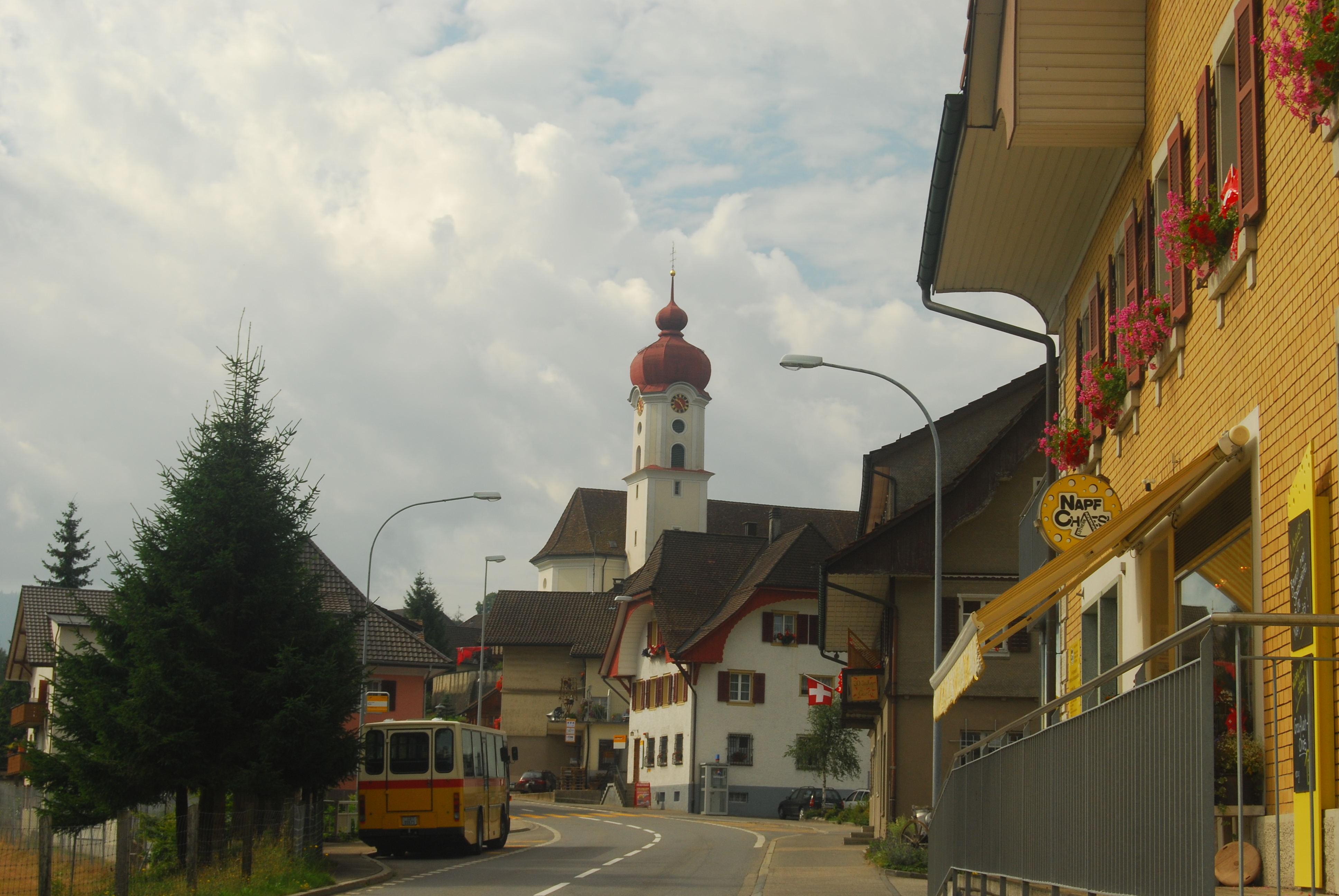
Luthern

Luthern telt 1.439 inwoners.